# Mateo Beusan
Mateo Beusan (Dubrovnik, 10 maart 1951) is een voormalig Kroatisch voetbalscheidsrechter. Hij was FIFA-scheidsrechter van 1991 tot en met 1996.

## Interlands
| Datum             | Wedstrijd                               | Uitslag | Competitie      | Kreeg geel | Kreeg voor de tweede keer geel en dus rood | Weggestuurd |
| ----------------- | --------------------------------------- | ------- | --------------- | ---------- | ------------------------------------------ | ----------- |
| 22 februari 1995  | Malta – Luxemburg                       | 0 – 1   | EK-kwalificatie | 5          | 0                                          | 0           |
| 21 mei 1996       | Slovenië – Verenigde Arabische Emiraten | 2 – 2   | Oefeninterland  | 3          | 0                                          | 0           |
| 1 juni 1996       | Hongarije – Italië                      | 0 – 2   | Oefeninterland  | 4          | 0                                          | 0           |
| 18 september 1996 | Tsjechië – Malta                        | 6 – 0   | WK-kwalificatie | 5          | 0                                          | 0           |